# Gotische boekverluchting

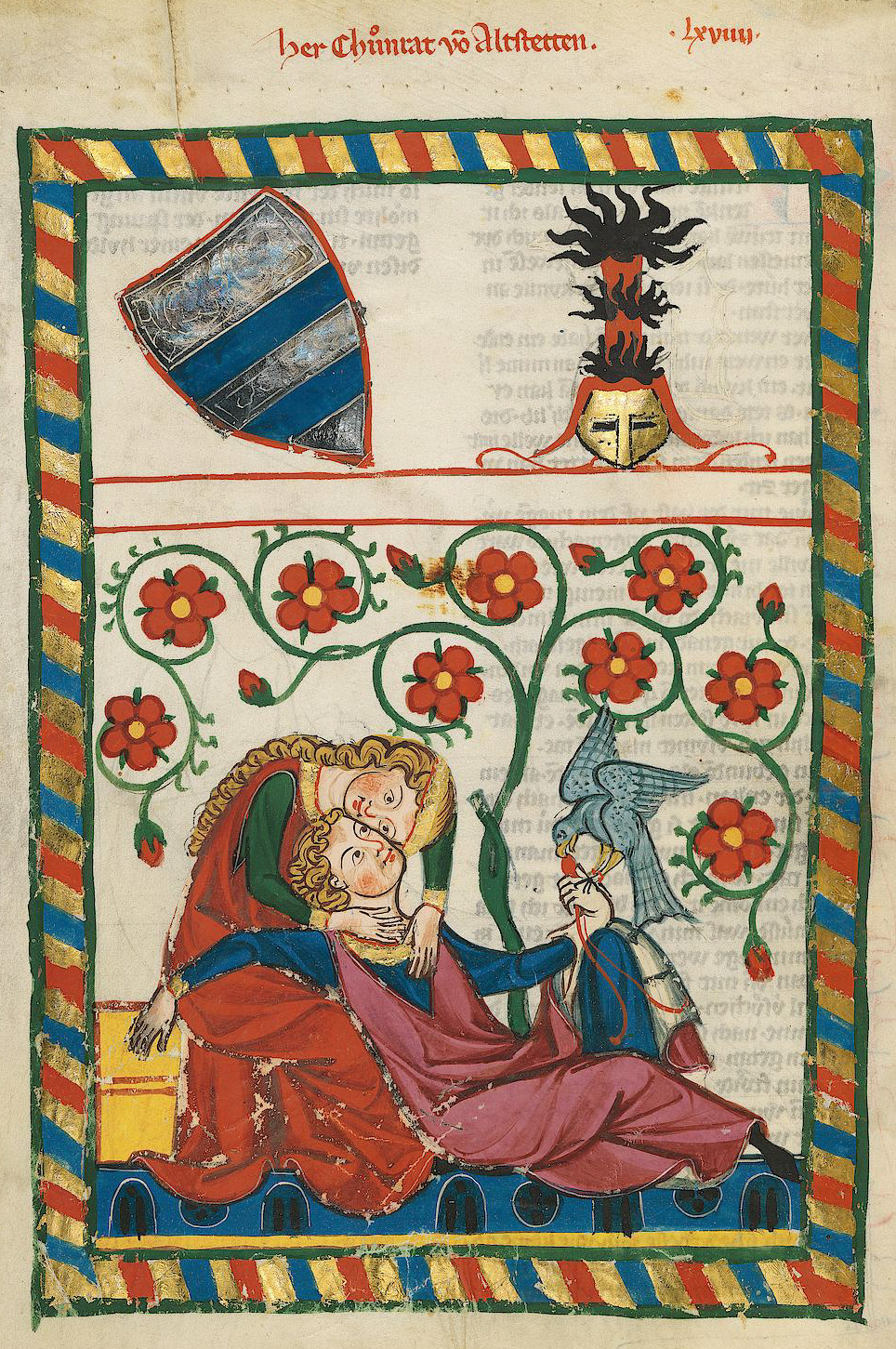
Codex Manesse f249f, ca. 1305-1313, Konrad von Altstetten.

Gotische boekverluchting is een stijl in de boekverluchting die ontstond op het einde van de twaalfde eeuw in Frankrijk en Engeland. In principe werd de naam eerst gebruikt om de nieuwe bouwstijl te benoemen die ontstond in Frankrijk omstreeks 1140 (koor van de kathedraal van Saint-Denis en de kathedraal van Metz). De stijl was zo verschillend van wat tot dan toe was gebouwd, dat men het opus modernum noemde of opere francigena, naar hun ontstaan in Frankrijk. De term Gotisch werd voor het eerst gebezigd door Giorgio Vasari in zijn Vite om de maniere barbari van de bouwkunst ten noorden van de Alpen te benoemen. De term zou zijn negatieve bijklank behouden tot in de negentiende eeuw.
Later ging men de term ‘gotisch’ gebruiken voor alle kunstvormen in de periode van de bouw van de gotische kathedralen, van de helft van de twaalfde eeuw tot in helft van de zestiende eeuw. ‘Gotisch’ werd daardoor een term die eerder een periode dan een bepaalde unieke stijl aanduidt. 
De gotische stijl in de boekverluchting karakteriseert zich door de meer humane stijl van de afgebeelde figuren. Men verlaat de "vergeestelijking" van de romaanse kunst en tekent soepele zwierige figuren met kleding die getekend wordt met vloeiende lijnen en de lichamen van de afgebeelde figuren krijgen volume. Deze stijl zal in de loop van de bijna driehonderd jaar die de gotiek stand hield, uiteraard evolueren, maar de basiskenmerken blijven dezelfde. De gotische boekverluchting kent haar hoogtepunt in de internationale gotiek en zal opgevolgd worden door de renaissance stijl. Het begin van de Gotische boekverluchting situeert zich in Frankrijk en Frankrijk blijft ook in de dertiende eeuw het internationaal centrum van de Gotische boekverluchting. Met de Honderdjarige Oorlog keert het tij en wordt Vlaanderen, of meer algemeen de Zuidelijke Nederlanden, het centrum van de boekverluchting.

## Situering

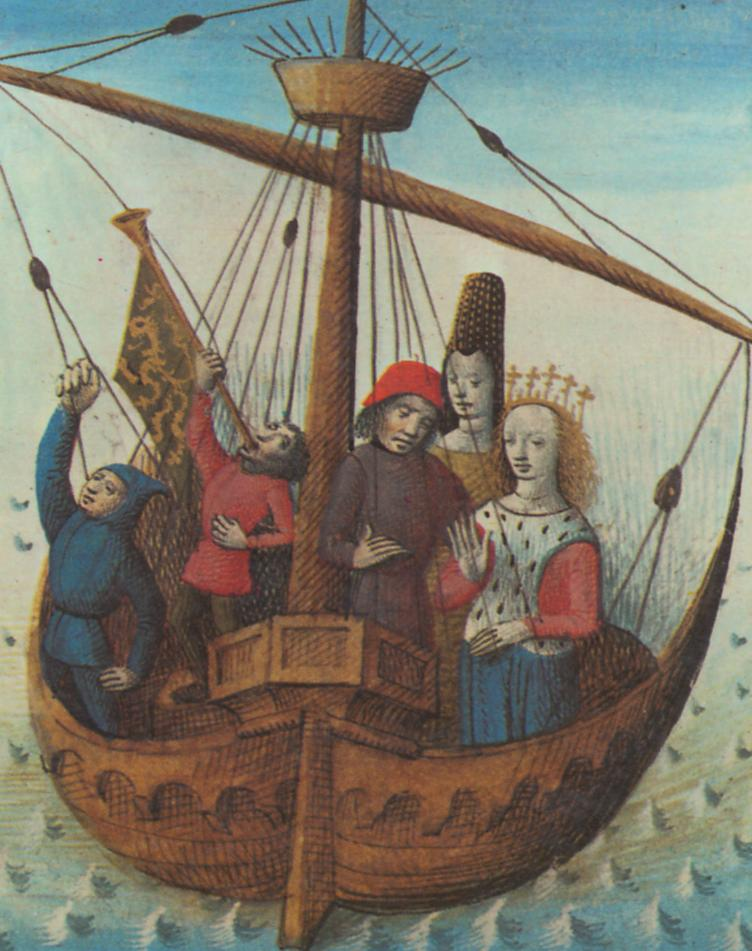
Tristan en Isolde op weg naar Cornwall, uit een manuscript van Jean du Mas, seigneur de l'Isle, 15e eeuw, Musée Condé Ms. 645-647, f.234 recto

De 12e eeuw kenmerkt zich door een sterke groei van de economie en van de bevolking. Dankzij de hoge vlucht die de handel neemt is er een enorme groei van de steden. We zien het ontstaan van literatuur in de volkstaal maar ook de herleving van de studie van het Latijn. Het Romeinse recht wordt opnieuw bestudeerd  in Bologna. Universiteiten rijzen als paddenstoelen uit de grond. Wetenschap, literatuur en kunst verlaten de kloosters en gaan binnen de stedelijk omgeving opbloeien. Via de contacten met de Arabieren in Spanje herontdekt men de Griekse wetenschap en de Griekse Filosofen. We beleven het hoogtepunt van de romantiek en de opkomst van de gotiek. Vergeten we ook niet de hervormingen op kerkelijk gebied die de kerk uit het feodalisme zullen halen.
Op het einde van de 12e eeuw zien we een neergang van de boekproductie in de abdijen. Het kloosterleven stagneert als gevolg van de economische en politieke evolutie, de klassieke  ordes gaan achteruit en we zien het ontstaan van de bedelordes. Kloosterscholen sluiten en scriptoria worden opgedoekt. De emancipatie van de leek neemt snel toe door de ontwikkeling van de steden. De economische situatie van de adel verslechtert en de burgerij stoot door naar de hogere geledingen van de gemeenschap. Ook op het gebied van het onderwijs is de tweede helft van de twaalfde eeuw een keerpunt. Overal worden universiteiten gesticht en hierdoor ontstaat een nieuwe clientèle voor het boek. Het boek gaat deel uitmaken van het privaat bezit en naast zijn functie van kennisoverdracht of geloofsbeleving wordt het in hoge mate een statussymbool.
In Frankrijk ontstaan in de twaalfde eeuw de ridderromans die zich snel verspreiden over Europa. Deze romans werden meestal geschreven in de volkstaal; ten andere het woord roman betekende oorspronkelijk "tekst geschreven in de romaanse volkstaal”.  Voorbeelden hiervan zijn legio, denk maar aan de Chanson de geste, de verhalen over Karel de Grote en zijn paladijnen met onder meer het alom bekende Roelantslied, De Arthurromans en de verhalen van de ridders van de ronde tafel: Lancelot en Parzival, de graalromans, Tristan en Isolde, de romans gebaseerd op de Griekse oudheid zoals de roman d’Alixandre en de roman de Troies. Maar we zien ook origineel bedachte verhalen zoals de ‘Roman de la rose’ en het satirische werk waar de burger zich kan verkneukelen over de adel en de ridders zoals Van den vos Reynaerde.
Om aan de toenemende vraag te kunnen voldoen nemen de lekenateliers de fakkel over van de abdijen en hierbij ontstaat een nieuwe stijl: de gotiek. Het gestileerde, vergeestelijkte van de romaanse kunst maakt plaats voor de wereldlijke, menselijke gotiek. Er wordt meer aandacht besteed aan bevalligheid en schoonheid maar “gelijkend” of realistisch is de gotische kunst zeker nog niet. Op het naturalistische realisme, perspectief, ruimtelijke dieptewerking en een realistische anatomie zal men nog ruim drie eeuwen moeten wachten, in de Nederlanden dan toch, eer de Vlaamse primitieven en hun voorgangers deze aanloop naar de Renaissance in de gotische kunst introduceren.

## Het ontstaan van de Gotische stijl

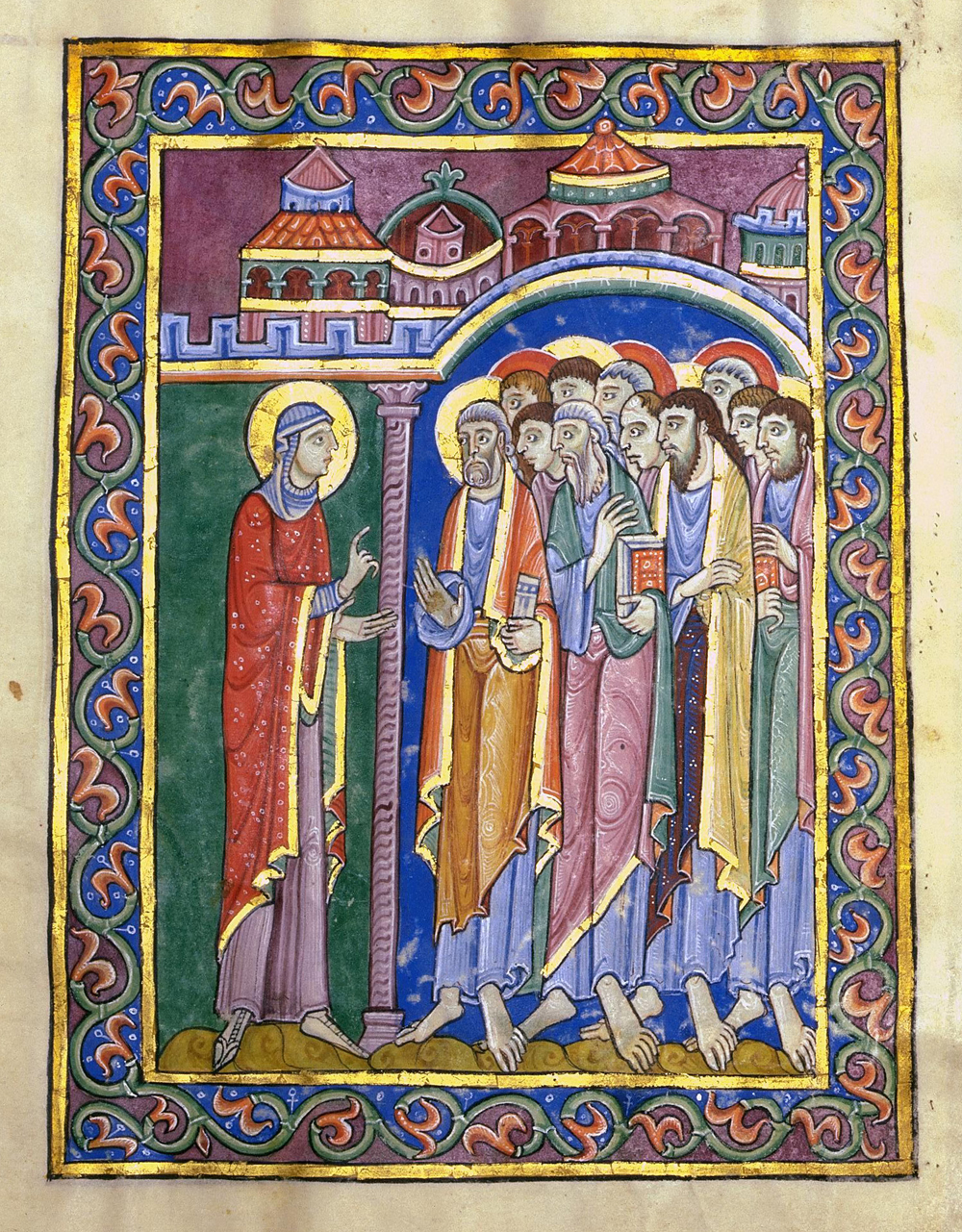
Maria Magdalena meldt de verrijzenis van Christus aan de apostelen

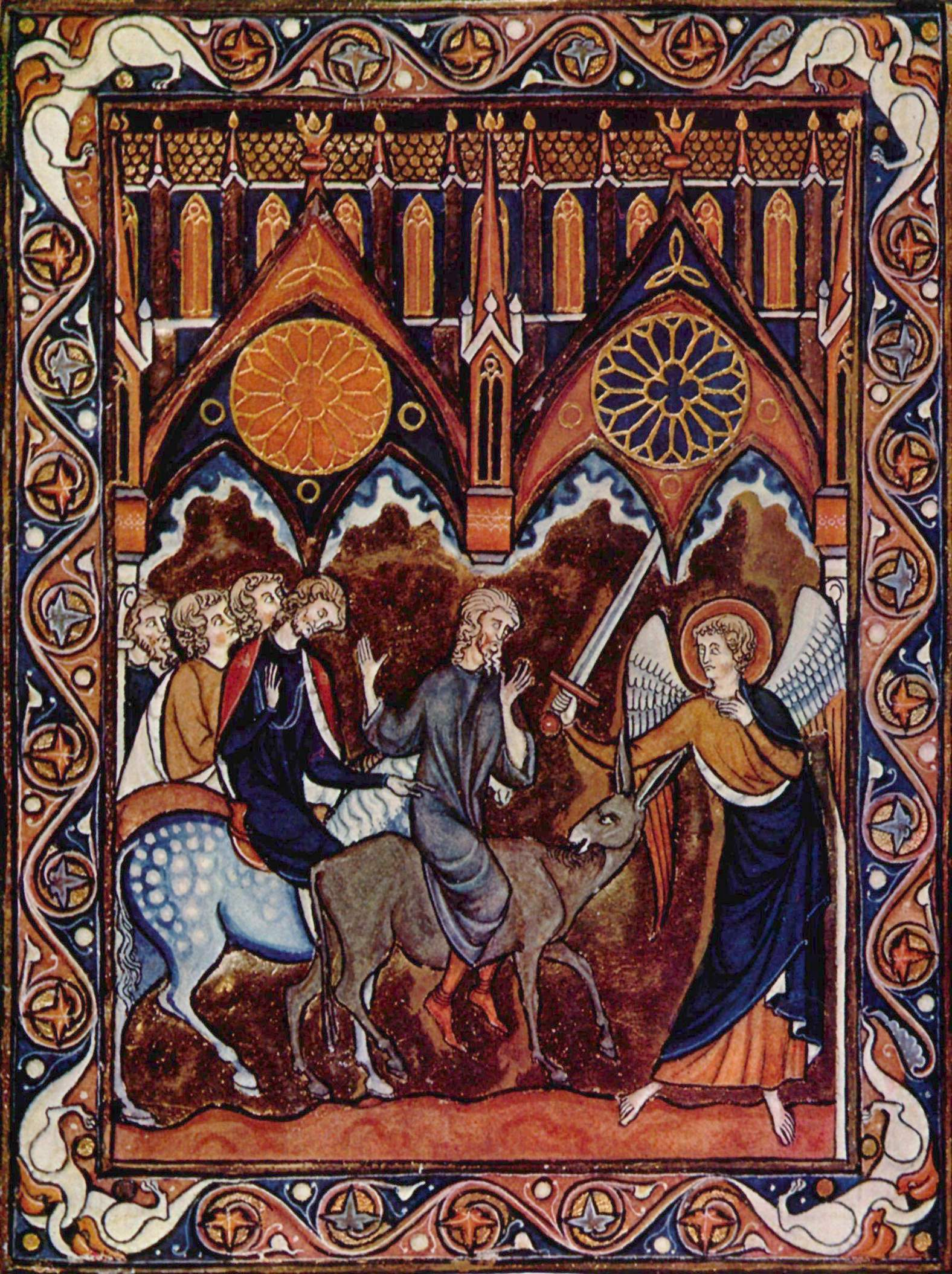
Psalter van de Heilige Lodewijk

Als men een boek uit de twaalfde eeuw zoals het Albanus Psalter vergelijkt met een boek uit de helft van de dertiende eeuw zoals het Parijse Psalter van Lodewijk de Heilige ziet men onmiddellijk dat het verschil in schilderstijl ongemeen groot is.
Het ontstaan van deze verrassend nieuwe stijl is voor een deel terug te voeren op hernieuwde contacten met de Byzantijnse kunst. Die uitwisseling kwam tot stand via Sicilië of direct met Constantinopel. Het nieuwe naturalisme van de gotiek is duidelijk aanwijsbaar in enkele manuscripten van het einde van de twaalfde of begin van de dertiende eeuw zoals de Souvigny-Bijbel en het Ingeborgpsalter, het eerste meestal nog gezien als een romaans werk, het tweede als een van de eerste gotische manuscripten. De abdij van Cluny was een van de centra van waaruit deze Byzantijnse invloed zich in Frankrijk verspreidde.
De nieuwe stijl werd ook duidelijk beïnvloed door de kunst van de glazeniers. Gebrandschilderd glas ging in de nieuwe gotische kathedralen een belangrijke rol vervullen doordat de vensters groter werden en de muuroppervlaktes kleiner, zodat men voor de versiering minder gebruik ging maken van muurschildering en meer van glasschilderkunst.

## Evolutie

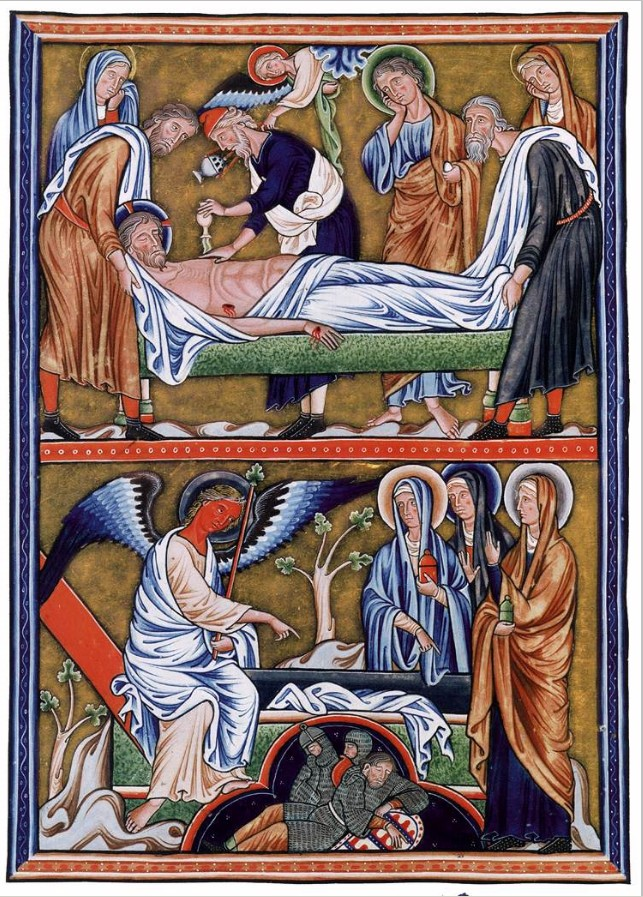
Ingeborgpsalter, Graflegging en verrijzenis.

De romaanse boekverluchting was toegespitst op de grote Bijbels en liturgische boeken voor het koorgebed in de kloosters. Met de gotiek komt de nadruk te liggen op de boeken voor de privé devotie zoals de psalters in de dertiende eeuw en later de getijdenboeken. De evolutie van de vroege gotiek kan men volgen in een aantal psalters die gemaakt werden voor leden van het koninklijk hof van Frankrijk. 
Het Ingeborgpsalter werd  gemaakt op het einde van de twaalfde of het begin van de dertiende eeuw, waarschijnlijk voor Ingeborg van Denemarken de tweede echtgenote van Filips II van Frankrijk. Het handschrift wordt vandaag bewaard in het Musée Condé te Chantilly met als signatuur Ms. 9. Dit werk is een scharnierpunt tussen de romaanse en de gotische stijl. De miniaturen die het psalter voorafgaan zijn totaal verschillend van de romaanse productie van de voorafgaande jaren. De artiest die de miniaturen schilderde verving de sterk geabstraheerde en geïdealiseerde romaanse personages door meer realistische figuren die volume krijgen. De afbeelding en het groeperen van de personages, de composities en de serene gelaatsuitdrukking doen denken aan de Byzantijnse mozaïeken die we terugvinden in Zuid-Italië en Sicilië bijvoorbeeld in Palermo, Monreale of Cefalù. De kleuren blijven wel opaak zoals in het westen gebruikelijk was hoewel met het diep blauw en het karmijn rood dat hier en daar gebruikt werd, het nieuwe kleurenpalet van de gotiek wordt aangekondigd.

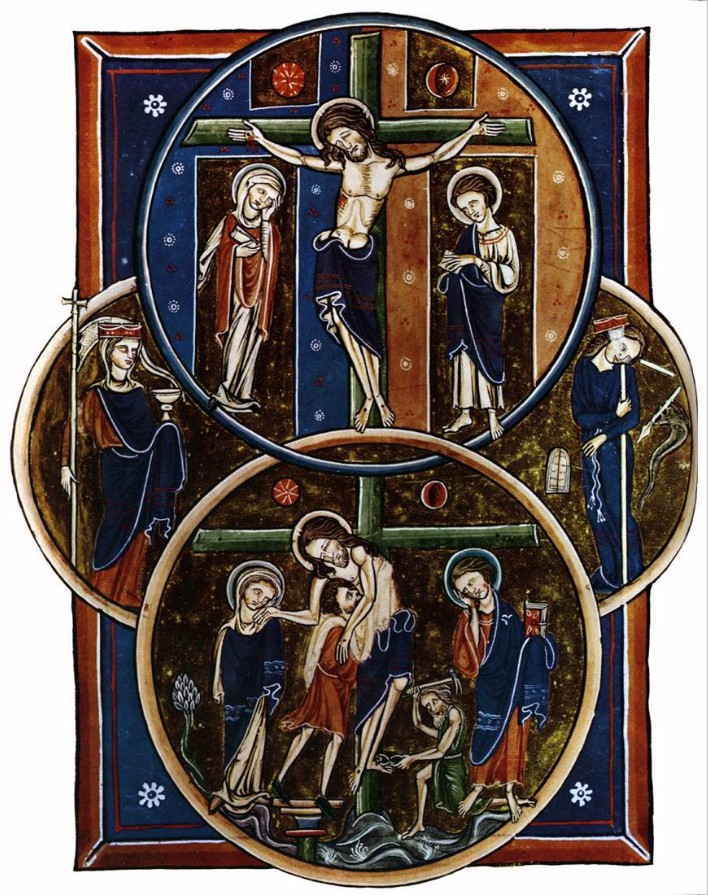
Psalter van Blanche van Castilië, f24r

Het psalter van Blanche van Castilië, dat gemaakt werd tussen 1200 en 1220, zou in het bezit zijn geweest van de moeder van Lodewijk IX. De miniaturen in de vorm van medaillons zijn duidelijk geïnspireerd door de gotische glasramen. Ook dit werk herinnert in de tekening van de personages nog aan de romaanse kunst.
Met het Parijse Psalter van Lodewijk de Heilige (Bibliothèque nationale de France, Lat. 10525) heeft de nieuwe gotische stijl alle verwijzingen naar de romaanse stijl achter zich gelaten. Het handschrift wordt gedateerd tussen 1253 en 1274, daarover zijn de kunsthistorici het nog niet eens. In dit psalter ziet men elegante slanke figuren die gracieus bewegen. De artiesten gebruikten diep blauw en rose als favoriete kleuren. Ook voor dit psalter wordt frequent verwezen naar de gelijkenis met de glasramen van de Sainte-Chapelle.

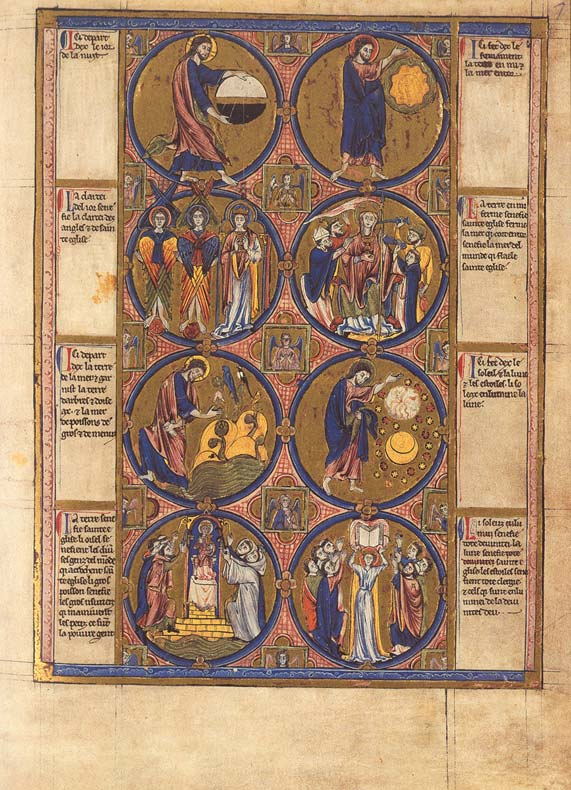
f1r van de Bible Moralisée Parijs ca. 1220-1230. Österreichische Nationalbibliothek, Wenen 2554.

Naast de psalters werden ook nog een aantal bijzondere Bijbels gecreëerd in deze beginfase van de gotiek, de zogenaamde Bible moralisée. Het zijn handschriften waarin tekstfragmenten uit de Bijbel geïllustreerd worden aan de hand van telkens twee miniaturen. De eerste miniatuur geeft een voorstelling van het tekstfragment als dusdanig, de tweede toont theologische of allegorische taferelen die het tekstfragment ‘moraliseren’, verklaren in het licht van de leer van de kerk. De miniaturen zijn vergezeld van een korte tekst die het typologische verband tussen de beide beelden becommentarieert. Ondanks hun naam zijn het eigenlijk geen echte Bijbels. Door het enorme aantal miniaturen moeten deze werken extreem duur zijn geweest en werden ze bijgevolg uitsluitend gemaakt in opdracht van het Franse hof.

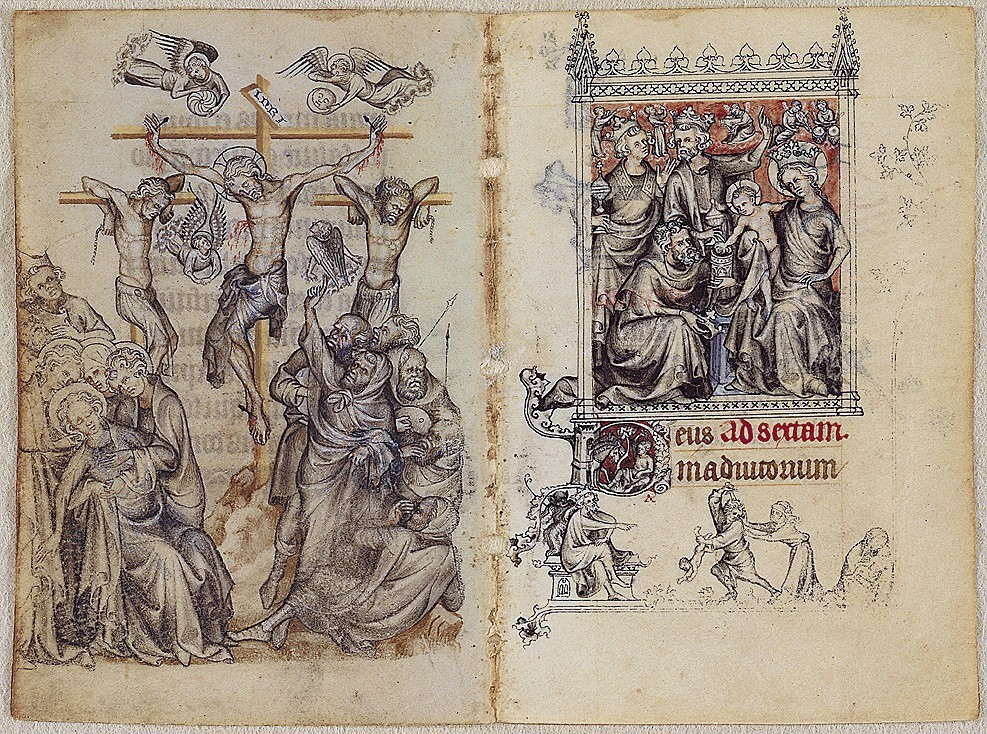
Jean Pucelle, kruisiging in het Getijdenboek van Jeanne d'Évreux naar Duccio.

Uit toevoegingen aan het psalter ontstond in de dertiende eeuw het getijdenboek dat zou uitgroeien tot het gebedenboek bij uitstek in de veertiende en de vijftiende eeuw. In de vroege veertiende eeuw is Parijs nog het centrum voor de productie. Men ziet stilaan boekverluchters als individuele artiest op de voorgrond komen. Meester Honoré is een van de boekverluchters waarvan we naam kennen, in 1288 was hij ingeschreven op de rol van de taille. Er zijn vijf handschriften tot stand gekomen tussen 1288 en 1300 die aan hem zijn toegeschreven. Hij werkte onder meer voor Philippe le Bel. Jean Pucelle was een van de meest gereputeerde miniaturisten van het begin van de veertiende eeuw. We weten we dat hij Siena bezocht en daar de gelegenheid had om de Maesta van Duccio te bestuderen. De kruisigingsscène in het Getijdenboek van Jeanne d'Évreux is erop gebaseerd. 
In de tweede helft van de veertiende eeuw zie we meesters uit de Nederlanden hun opwachting maken in Parijs om daar te werken voor de koninklijke opdrachtgevers en de hoge adel, zij geven een eerste aanzet tot meer realisme in de miniatuurkunst. Baanbrekend werk leverden Jan Boudolf die voor het koninklijk hof werkte, Jacquemart de Hesdin in dienst van Jean de France, duc de Berry en Jacob Coene alias de Boucicaut-meester, maar de meest bekende onder hen zijn waarschijnlijk de Gebroeders Van Limburg.

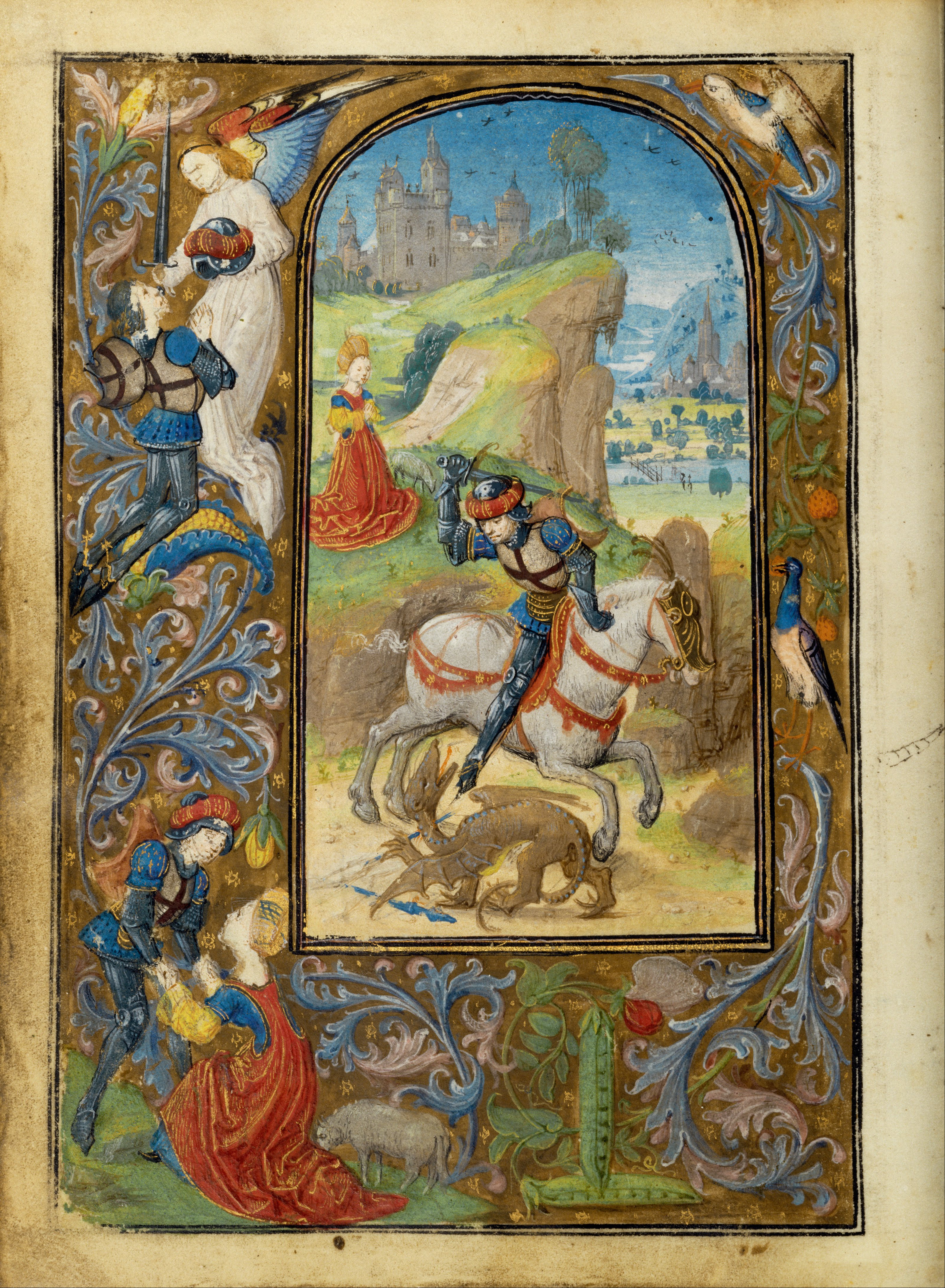
SInt-Joris en de draak, Getijdenboek van Karel de Stoute

Vanaf de 15e eeuw verplaatst het centrum van de handschriftenproductie zich naar Vlaanderen met de nadruk op Brugge en Gent met verluchters als Lieven van Lathem, De Meester van Guillebert de Mets, Jan Tavernier, Willem Vrelant (afkomstig van Utrecht maar van 1454 tot 1481 werkzaam in Brugge), Loyset Liédet, Philippe de Mazerolles en nog vele anderen. 
Een bijzonder werk is het Manesse handschrift uit Zurich omstreeks 1300. De Codex Manesse of het Große Heidelberger Liederhandschrift is een geïllumineerd verzamelhandschrift uit ca. 1300, waaraan tot 1340 addenda zijn toegevoegd. De Codex Manesse is voor de Duitse handschriftverluchting wat de Très Riches Heures du duc de Berry in de Franse traditie is: een van de bekendste werken die in het Duitse taalgebied werden gemaakt. De codex is echter niet alleen belangrijk voor zijn verluchting, maar nog meer omdat hij ons een bloemlezing heeft nagelaten uit twee eeuwen Duitse literatuur. Het boek bevat 6000 strofen van 140 auteurs uit de periode van 1170 tot 1330. Het manuscript geeft dus tegelijkertijd een overzicht van de dichtkunst van de minnenzangers, het literaire product bij uitstek uit de gotische kunst.
Omstreeks 1470 zien we met de Gent-Brugse stijl in de boekverluchting de overgang van de gotiek naar de Vlaamse Renaissance op gang komen. In Frankrijk hield de hoofse gotiek langer stand, maar in de tweede helft van de vijftiende eeuw komt met Jean Fouquet, die het realisme van de Vlaamse Primitieven combineerde met de vernieuwingen van de Italiaanse renaissance die hij had leren kennen tijdens zijn verblijf daar tussen 1443 en 1447, ook een einde aan de gotiek. Jean Bourdichon (1456-1521) kan als een van de laatste gotische boekverluchters gezien worden die in zijn vele werken voor het Franse hof nog een zeer hoofse stijl hanteert, weliswaar gecombineerd met de 'moderne' verworvenheden zoals het perspectief en het realisme. In zijn latere werken ging hij Italiaanse elementen overnemen en maakte zo de overgang naar een renaissance stijl.

## Drolerieën

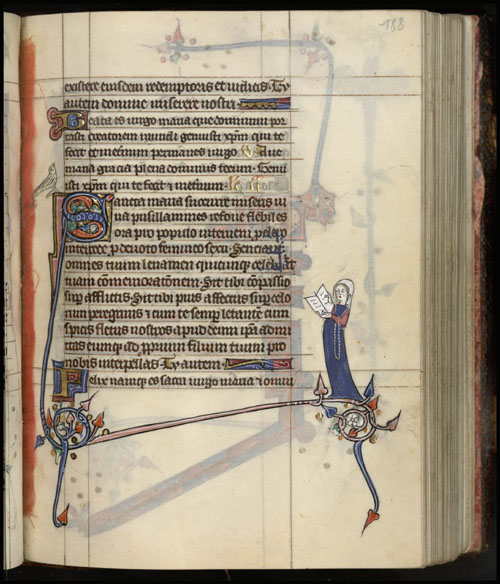
Les Très Riches Heures de Metz (1300-1310)

Vanaf de tweede helft van de dertiende eeuw, begint men uitlopers aan de versierde of gehistorieerde initialen toe te voegen. Schuchter in het begin gaan ze snel de ganse tekst omkaderen. In het begin zijn deze randen strak en stijf maar gaandeweg worden ze zwieriger en meer en meer bewerkt. Er verschijnen drolerieën in deze marges, het eerst in religieuze werken en pas later (einde 13e eeuw) vinden ze hun weg naar profane en juridische werken. Dankzij deze margeversieringen kregen de historici een vrij volledig overzicht van het reilen en zeilen in de middeleeuwen. Van alles wat er op de akker, op de boerderij of in de kastelen bij de adel gebeurt vindt men afbeeldingen in de margeversiering. 

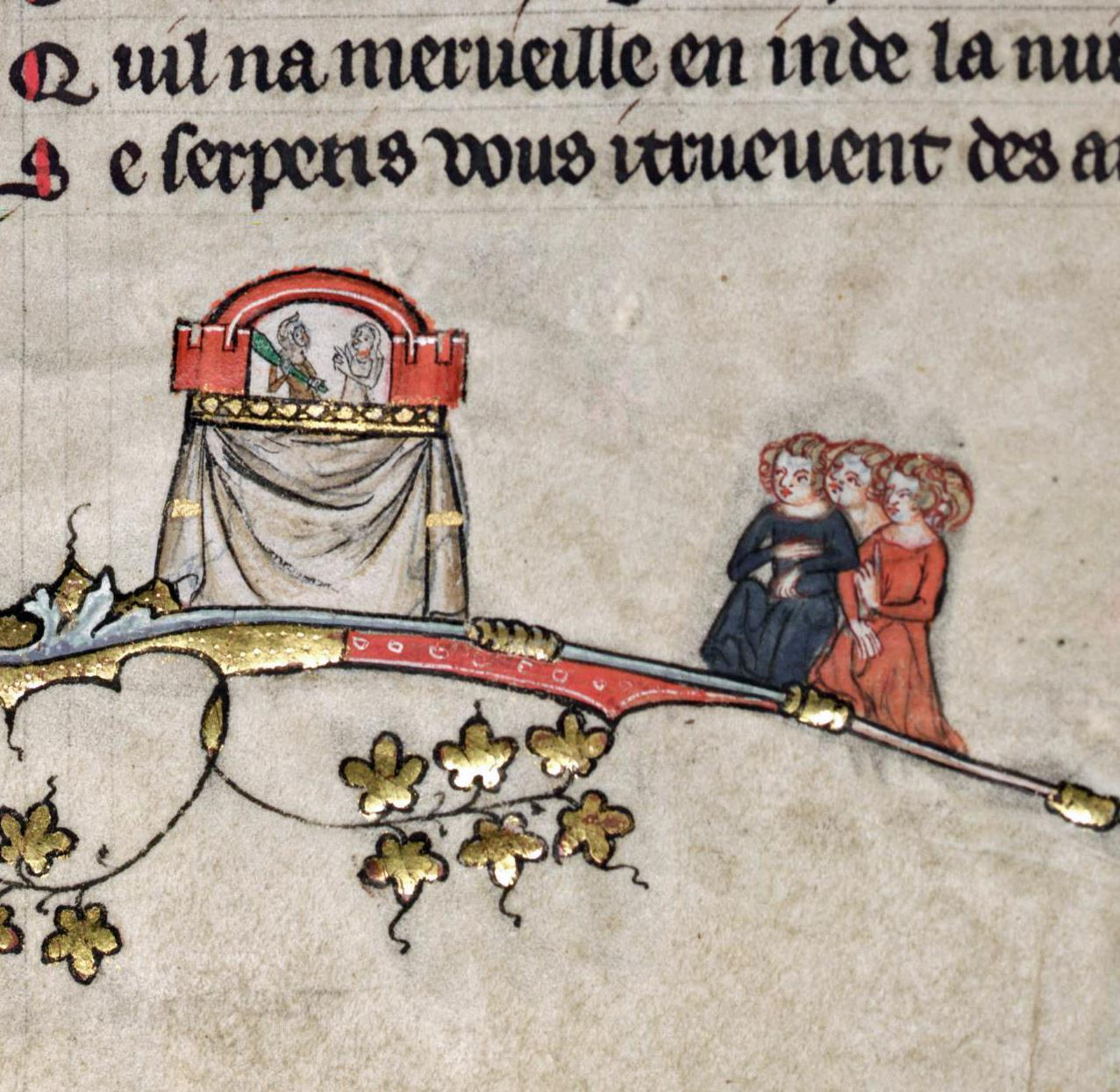
Le Roman d’Alixandre

Een handschrift dat dit zeer mooi illustreert is de “Le Roman d’Alixandre”  verlucht door Jehan de Grise en zijn atelier tussen 1338 en 1344, nu bewaard in de Bodleian Library in Oxford als MS Bodley 264. Omstreeks 1400 is het grootste succes van de drolerieën voorbij. Hier en daar komen ze nog voor, maar minder speels en minder vindingrijk. Drolerieën waren dus duidelijk een product van de gotische stijl.